# Ljubow Nikolajewna Wassiljewa

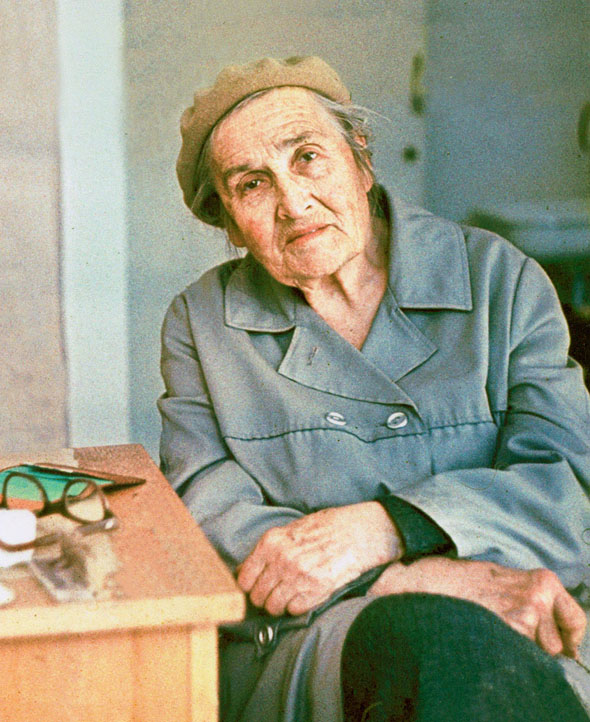
Ljubow Nikolajewna Wassiljewa

Ljubow Nikolajewna Wassiljewa (russisch Любовь Николаевна Васильева Ljubov Nikolaevna Vassiljeva) (* 6. Februar 1901 in Saratow; † 7. Juli 1985 in Wladiwostok) war eine sowjetische Mykologin. Ihr botanisches Autorenkürzel lautet  Lj.N.Vassiljeva.

## Leben
Wassiljewa studierte an der Universität Kasan in der Physikalisch-Mathematischen Fakultät bei Andrei Jakowlewitsch Gordjagin mit Abschluss 1925. In der anschließenden Aspirantur bei Lidija Iwanowna Sawitsch-Ljubizkaja spezialisierte sie sich auf Biologie. Darauf lehrte sie als Dozentin an der Universität Kasan bis 1940.
Wassiljewa erforschte die Vegetationen Udmurtiens, der Autonomen Sozialistischen Sowjetrepublik (ASSR) der Mari (1928, 1930–1934), der Tschuwaschischen ASSR (1928), Transbaikaliens (1929), des Kaukasus-Naturreservats (1935–1936), des Altais (1937 zusammen mit Rolf Singer) und der Tatarischen ASSR.
Während des Deutsch-Sowjetischen Kriegs arbeitete Wassiljewa im Botanischen Institut der Akademie der Wissenschaften der UdSSR (AN-SSSR), das nach Kasan evakuiert worden war.
1944 wurde Wassiljewa Mitarbeiterin der Fernost-Filiale der Sibirischen Abteilung der AN-SSSR in Wladiwostok. 1949 gründete sie das Laboratorium für Niedere Pflanzen, das sie dann 17 Jahre lang leitete und das in das 1962 gegründete Institut für Biologie und Bodenkunde der Fernost-Abteilung der AN-SSSR in Wladiwostok eingegliedert wurde. Lange leitete sie die Mykologie-Küstenabteilung. Sie war Kandidatin der biologischen Wissenschaften und veröffentlichte Bücher über Speisepilze und Rostpilze der Brotgetreide in der Region Primorje. Sie betreute viele Aspiranten, die ihre Arbeit fortsetzten. Mit ihrer dreibändigen Doktor-Dissertation über die champignonartigen Pilze (Agaricales) wurde sie zur Doktorin der biologischen Wissenschaften promoviert.

## Nach Wassiljewa benannte Pilze
- Hysteronaevia vassiljevae Raitv., 2008
- Leucoagaricus vassiljevae E.F.Malysheva, T.Yu.Svetasheva & Bulach, 2013
- Mycoleptodonoides vassiljevae Nikol., 1952
- Russula vassilievae Bulach, 1987
- Sarcoscypha vassiljevae Raitv., 1964

## Ehrungen, Preise
- Medaille „Für heldenmütige Arbeit“
- Medaille „Veteran der Arbeit“